# Molguloides crinibus
Molguloides crinibus is een zakpijpensoort uit de familie van de Molgulidae. De wetenschappelijke naam van de soort is voor het eerst geldig gepubliceerd in 1978 door Monniot.